# Szendvicskeksz

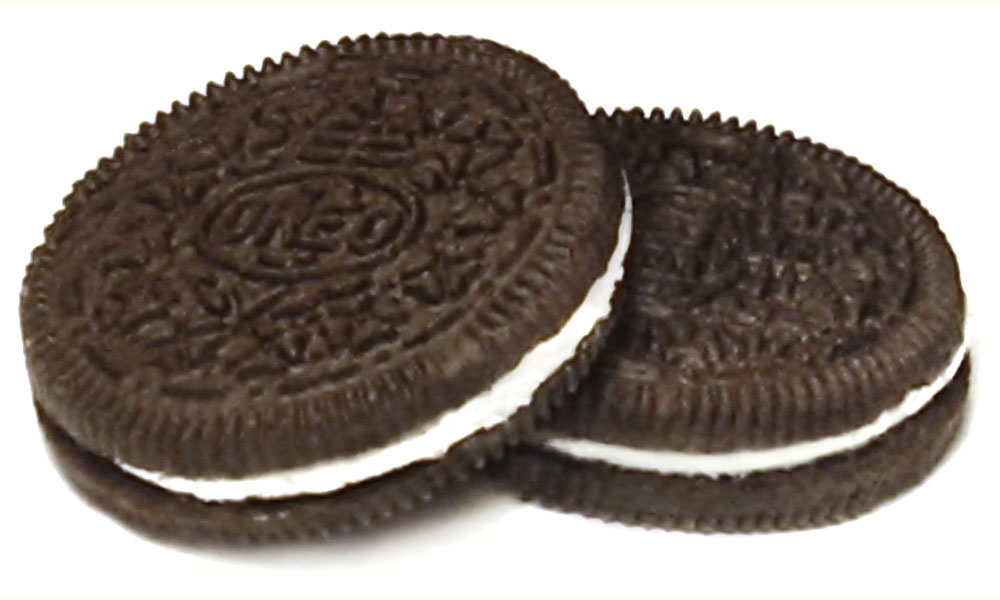
Oreo márkanevű keksz

A szendvicskeksz (néhol szendvics keksz írásmóddal is előfordul) az édes kekszek közé tartozó édesipari termék, amelynek jellemzője, hogy két keksz közé helyezik az ízesítő réteget.
Mivel Magyarországon évtizedekig csak egyetlen termék, a Pilóta keksz volt kapható ebből a termékféleségből, sokan - tévesen - "pilótakeksz" néven kvázi termékfajtaként illetve kifejezetten ellenségesen emlegetik e termékkategória különböző más márkanéven kínált termékeit. (pl. Oreo)
A magyar KSH  a 107212 55 0 055 kódszám alá osztályozza ("Édes keksz (biscuit) (a szendvics keksz (biscuit) is, a csokoládéval vagy más kakaótartalmú készítménnyel részben vagy teljesen bevontak vagy borítottak kivételével)")

## Története
A termék története 1908-ig nyúlik vissza, amikor az Amerikai Egyesült Államokban Hydrox márkanéven kerül forgalom az első ilyen jellegű termék. A gyártó céget 1912-ben a Nabisco szerezte meg.

## Fajtái
Fajtái a töltelék ízesítésétől függnek (és nem a márkanévtől!) 